# Wybory do Parlamentu Europejskiego w Austrii w 2019 roku
Wybory do Parlamentu Europejskiego IX kadencji w Austrii zostały przeprowadzone 26 maja 2019 roku. Austriacy wybrali 18 eurodeputowanych. Frekwencja wyniosła 59,8%
.

## Wyniki wyborów
|  | Partia                                         | Grupa w PE | Mandaty | Zmiana | Liczba głosów | % głosów | Zmiana |
|  | ---------------------------------------------- | ---------- | ------- | ------ | ------------- | -------- | ------ |
|  | Austriacka Partia Ludowa                       | EPP        | 7       | 2      | 1 305 956     | 34,6     | 7,6    |
|  | Socjaldemokratyczna Partia Austrii             | S&D        | 5       |        | 903 151       | 23,9     | 0,2    |
|  | Wolnościowa Partia Austrii                     | ENF        | 3       | 1      | 650 114       | 17,2     | 2,5    |
|  | Zieloni                                        | G/EFA      | 2       | 1      | 532 193       | 14,1     | 0,4    |
|  | NEOS                                           | ALDE       | 1       |        | 319 024       | 8,4      | 0,3    |
|  | EUROPA Teraz – Inicjatywa Johannes Voggenhuber | brak       | 0       |        | 39 239        | 1,0      |        |
|  | Komunistyczna Partia Austrii                   | brak       | 0       |        | 30 087        | 0,8      |        |
|  | Łącznie                                        |            | 18      |        | 3 779 764     | 100,0    |        |

## Źródła
- Europawahl 2019. euwahl2019.bmi.gv.at. [dostęp 2019-06-05]. [zarchiwizowane z tego adresu (2019-10-22)]. (niem.).